# Josep Esteve i Seguí
Josep Esteve i Seguí (Manresa, 7 d'octubre de 1873 - Manresa, 4 d'octubre de 1927) fou un farmacèutic i escriptor folklorista català.
Estudià la carrera mentre treballava a la farmàcia Degollada de Barcelona, del carrer d'Avinyó. Acabà els estudis el 1896 i el 1897 recuperà la direcció de la farmàcia familiar a Manresa.
Josep Esteve i Seguí, tot i morir molt jove, és una de les personalitats importants de la vida social i cultural de Manresa al primer terç del segle xx. La rebotiga de la farmàcia Esteve, al carrer Nou de Manresa, era potser el lloc amb més inquietud intel·lectual de la ciutat, i allà s'hi reunien gent d'ideologia diversa, des de la més confessional (el metge Oleguer Miró, l'historiador Sarret i Arbós, el polític Soler i March) fins a la més oberta socialment, al seu cap potser el mateix Esteve i Seguí, o Pius Font i Quer. I tot en un marc de molt catalanisme.
Fou col·laborador, a Manresa, de l'Institut d'Estudis Catalans. Fundador i primer president del Centre Excursionista de la Comarca de Bages (1905), dirigí el butlletí de l'entitat, on publicà una interessant Paremiologia de la comarca. Fou fundador i directiu de l'Orfeó Manresà (1901), de l'Esbart Manresà de Dansaires (1909) i del diari Bages-Ciutat.
Va publicar articles de geografia comarcal i de folklore en diverses publicacions locals i de Barcelona. Va tenir una clara influència en la formació i orientació del seu fill Antoni Esteve i Subirana. Va morir d'una angina de pit, el dia 4 d'octubre de 1927, pocs dies abans de fer cinquanta-sis anys, «sense haver pogut veure l'arribada de la República», com evoca el seu fill.